# 司法修習
司法修習（しほうしゅうしゅう）とは、法曹養成課程において、候補者に実務家の実際の業務の見分をさせたり、実務上必要な文書作成などの技能を習得させるなどの研修を受けさせる制度をいう。日本のほか、ドイツにおいて実施されている。
日本においては、裁判所法第14条等にいう「司法修習生の修習」の通称であり、司法試験合格後に法曹資格を得るために必要な実務研修である。司法修習の課程にある者を司法修習生という（裁判所法第3章参照）。

## 日本の司法修習

### 日本の司法修習の概要
司法試験の合格者は、最高裁判所に司法修習生として採用され、司法修習を行う。守秘義務・専念義務を課せられるが、公務員ではなく、給与も支払われない（ただし、13万5000円の修習給付金が支払われる。修習に専念している間の生活を維持させることを目的とするもので、その額は生活保護に準じて決定されている）。司法修習は裁判官・検察官・弁護士のいずれを志望する場合であっても、原則として同一のカリキュラムに沿って行われる（統一修習制度）。修了後、裁判官を志望する者は判事補として任官（裁判所法第43条）、検察官を志望する者は検事（二級）として任官（検察庁法第18条第1項第1号。これを「任検」という。）、弁護士を志望する者は弁護士会への登録（弁護士法第4条、第8条）を行い、それぞれ法曹として活動するほか、研究者等それ以外の進路を選ぶ者もいる。
修習開始時期の呼称は、旧司法試験による場合は「旧第○期」といい、新司法試験による場合は「新第○期」という。新旧司法試験の区別が存在しない第59期までおよび第66期からは、単に「第○期」という。
司法試験に合格しても即座に司法修習を受ける必要は無く、五十嵐律人は裁判所事務官や裁判所書記官として勤務した後に受けている。
2023年からは、一定の条件を満たす法科大学院修了見込者が「在学中受験資格」として司法試験を受験することが可能となったが、この資格をもって司法試験に合格した場合、司法修習生となるには（受験当時に在籍していたのと同一の法科大学院でなくともよいが）法科大学院を修了する必要がある。

### 日本の司法修習の期間
司法制度改革（法科大学院の設置等）の影響などにより、修習期間は短縮されてきている。
- 旧司法試験合格者対象の司法修習
  - 第52期（1998年4月修習開始）まで - 2年
  - 第53期（1999年4月修習開始）から第59期（2005年4月修習開始）まで - 1年6か月
  - 第60期（2006年4月修習開始）から - 1年4か月
- 新司法試験合格者対象の司法修習
  - 新60期（2006年11月修習開始）から - 1年

### 日本の司法修習のカリキュラム
裁判実務科目の占める割合が多い。民事裁判および刑事裁判における事実認定が基本とされ、検察・刑事弁護・民事弁護に関するカリキュラムも裁判における事実認定を前提とする。
新司法試験合格者と旧司法試験合格者が併存していた60期から65期までは、#旧司法試験合格者に対するカリキュラムの節記載のとおりそれぞれ別々に行われていたが、66期以降はそのような区別はなく、1年間の修習が統一的に行われている。
司法修習生は、法科大学院において実務の基礎的素養を学んでいることが前提とされ、修習期間は1年とされている。
カリキュラムは、1か月の導入修習、8か月の実務修習と、司法研修所における2か月の集合修習に分かれる。
導入修習は、実務修習前に1か月間、司法研修所において行われる。新60期において行われた後、新61期からは廃止されたが、68期から再開された。
実務修習では、全国の地方裁判所本庁所在地（新63期からは東京地裁立川支部も修習地に加わった）に配属され、刑事裁判・民事裁判・弁護・検察・選択型のそれぞれの修習を2か月ずつ行う。各人の関心に従い専門性を深める選択型修習も行われている。

#### 旧司法試験時代のカリキュラム
旧司法試験合格者の場合、司法研修所において1年4か月の修習を受けていた。カリキュラムは前期修習、実務修習、後期修習に区分されていた。
最初の2か月の前期修習と最後の2か月の後期修習は、埼玉県和光市の司法研修所における集合修習で、民事裁判・刑事裁判・検察・民事弁護・刑事弁護の5科目からなる座学・起案作成からなっていた。司法修習生を担当する第二部教官は、担当科目について実務経験の深い裁判官・検察官・弁護士が充てられていた。各クラス、各科目につきそれぞれ1人の教官がいるため、教官総数はクラス数×5となっていた。その他、各科目につき、クラスを担当しない「所付」と呼ばれる教官（教材作成やクラス教官補助を担当する教官で、比較的若い実務家が登用されることが多い）が1名ずつ任命されていた。司法修習生の修習指導に関する必要事項は司法研修所長が定め、修習の企画その他の重要事項を定めるには、所長を議長とする第二部教官会議を経る必要があった。実施の具体的細目は、各科目教官が協議の上定められていた。
中間の1年間の実務修習は、民事裁判修習・刑事裁判修習・検察修習・弁護修習を3か月ずつ行われていた。司法修習生は各都道府県の地方裁判所本庁所在地に配属され、仕事に立ち会ったり、裁判手続や書面作成のレクチャーを受け、実際の事件を題材として、実務家の指導の下、実務家法曹としての基礎を学ぶこととされていた。

#### 司法修習生考試と修習終了
いずれの修習の場合も、最後に国家試験である「司法修習生考試」が行われる。司法試験以来2回目の試験ということから「二回試験」とも呼ばれる。司法修習生考試は研修所から独立した司法修習生考試委員会によって、筆記考試の形式で行われる。科目は、民事裁判、刑事裁判、検察、民事弁護、刑事弁護の5教科で、1教科を終日（朝から夕方まで）行う。具体的には、実際の記録を元に作成された研修用教材を題材として、設問に沿って事実認定上の問題点や法律上の問題点などを検討する。
この司法修習生考試に合格した者は修習終了となり、判事補・二級検察官任用資格および弁護士登録資格を得る。不合格の者は、法曹資格を得られない。
かつては、不合格科目の追試をする制度（合格留保）があったが、59期を最後に廃止された。合格留保・不合格者は、長くゼロまたは1桁の時代が続いたが、59期は100人以上、修了者の約7%が合格留保者・不合格者となった。その後も、新61期考試で113人（受験者の約6%）の不合格者が出ている。
不合格者は一旦罷免され、修習生として再採用を経て考試を再受験することとなる。なお連続3回不合格となった者は、再度司法試験に合格しない限り司法修習生に採用されない。
通常は体調不良等があっても再試験は行われないが、2020年の二回試験においては、新型コロナウイルスの感染が疑われた4名の司法修習生が再試験の扱いとなった。

### 日本の司法修習生
「司法修習生」（しほうしゅうしゅうせい）とは、司法試験合格後に、最高裁判所に任用されて、司法研修所などで法律実務を修習中の者についての呼称である。
司法修習生は、司法試験合格者から最高裁判所がこれを命ずる（裁判所法66条1項）。公務員ではないが、守秘義務・修習専念義務を課せられる。副業・アルバイトは許可制であり、法科大学院や司法試験予備校での添削業務などが許可されている。
行状が品位を辱めるものと認めるとき、その他最高裁の定める事由があると認めるときは罷免され（裁判所法68条）、2017年1月までに罷免された者は4名いる。戦前、修習が裁判官・検察官の初期研修であったことの名残で、1956年に最高裁は日本人に限るとする国籍条項を設け、1977年以降は在日外国人の合格者が入所を希望した場合には「相当と認めるものに限り、採用する」との方針を示した。その後、国籍を理由に司法修習生の任命を拒否されたケースは存在しない。1990年まで外国人にのみ日本国法令に従う旨の文書による誓約を求めていた。最高裁は、2009年11月から修習を始める司法修習生の選考要項から国籍条項を撤廃した。司法試験受験や弁護士資格についてそもそも国籍条項はない。
記章（バッジ）は、筆記体大文字の「J」を図案化したものである。「J」の由来は、法学者・法学生を意味する jurist である。ラインが全て繋がるように描かれ、それぞれの囲みが検察官・裁判官・弁護士を表す赤・青・白の3色で塗り潰されている。この色分けは、旧憲法下での司法官、弁護士の職服の刺繍の色分けがもとになっているといわれる。
配属先は実務修習を行う地方裁判所であり、司法研修所へ派遣される扱いである。

#### 日本の司法修習生の経済状況
かつては、国家公務員と同じく国から給与を支給されており、国家公務員一種採用者と同等額（本俸20万4200円に各種手当）が支払われていた。
2011年からは最高裁が修習生に無利子で月額基本23万円を貸与する制度に変更された。なお、当初は2010年に制度が開始される予定だった（平成16年12月10日法律第163号参照）が、新64期修習開始（2010年11月27日）間際の2010年11月26日に日弁連などの要求から議員立法で給与制を1年間延長する裁判所法改正法が成立した。
2017年（第71期）からは再び修習給付金制度(13万5千円＋住居手当)が復活した。
生活費貸与制当時は貸与後5年据置きで、10年以内で返済する。貸与を受ける際、連帯保証人2名を立てることができない者は、オリエントコーポレーションの保証を受ける必要があった。

### 日本の司法修習生の進路
最高裁判所の2024年の調査によれば、1989年（41期）から2023年（75期）まで8～9割がたは弁護士であり、検察官よりも裁判官になる人数のほうがやや多い。
司法修習修了人数は、2006年（59期）は年間1500名程度であったところ、司法改革・裁判官増員政策のため、2007年（60期）には年間2300名を超えた。しかしその後は減少し続け、2018年には再び1500名程度となったうえ、法曹以外の職業に就くケースも増えており、実質的には、法曹として活動し始める人数は年々減少している。弁護士については裁判所から様々な優遇を受けられる保険会社の顧問弁護士事務所や大企業が大人数を抱えることもある。
なお、検察官の人口は、ドイツでは1万5045人に1人、日本では6万3989名に1人の割合である。裁判官の人口はドイツでは3992名に1人、日本では4万5581名に1人である。

## 各国における司法修習

### ドイツ
ドイツの法曹養成課程においては、一般的に、第一次国家試験（司法試験）の合格者は、裁判所、検察庁、弁護士事務所、行政機関等において2年の司法修習を終えて二回試験に合格することを要する。
また、ドイツには日本でいう国家公務員総合職試験にあたる試験がなく、二回試験の合格者が行政官や企業における法律専門家として活動しており、統一法律家の名で呼ばれる。
司法試験合格者数が司法修習生の定数を上回っているため、司法修習生に採用されるまでの待機期間が生じることが問題とされている。この問題は人気のある都市部で生じており、地方では待機期間はない。

### 韓国
韓国の法曹養成課程においては、かつては最高裁判所司法研修院において司法修習が行われていたが、ロースクール制度の設置と旧司法試験の廃止に伴い、司法修習制度も2017年度を最後に廃止された。